# Libnotes (Libnotes) innotabilis
Libnotes (Libnotes) innotabilis is een tweevleugelige uit de familie steltmuggen (Limoniidae). De soort komt voor in het Australaziatisch gebied.